# Jesús Macón Portillo
Jesús Macón Portillo, més conegut com a Chuchi Macón (Valladolid, 1 de maig de 1974) és un exfutbolista castellanolleonès, que jugava com a migcampista.

## Trajectòria
Chuchi Macón va ser una de les grans promeses del Reial Valladolid a principis de la dècada dels 90. Després de passar pels diversos equips inferiors, va debutar amb el primer equip la temporada 92/93, jugant 2 partits en Segona Divisió. Eixe any el club blanc-i-violeta va pujar a Primera Divisió.
La temporada 1993/94 fou la més reeixida de Macón, que va disputar 29 partits de lliga. A la següent ja només ho feu en deu i a la 95/96 no va comptar en cap minut i va marxar amb la temporada començada al Granada CF. A partir d'ací recalaria en clubs de Segona B i Tercera castellanolleonesa: CF Gandia (96/97), CE Sabadell (97/98), CD Cuéllar (98/99) i CD Benavente (00/02).
El 2002 penja les botes, però torna a l'activitat el 2005 per jugar al Construcciones Fusal, de futbol sala, que militava en la segona divisió estatal d'aquesta disciplina. I el 2007 va retornar al CD Benavente de futbol 11, que en esta època estava enquadrat en Regional.